# Obereopsis cincticollis
Obereopsis cincticollis är en skalbaggsart som först beskrevs av Aurivillius 1924.  Obereopsis cincticollis ingår i släktet Obereopsis och familjen långhorningar. Inga underarter finns listade i Catalogue of Life.